# Oecomys catherinae
Oecomys catherinae és una espècie de mamífer rosegador de la família dels cricètids. És endèmic de la Mata Atlàntica del sud-est del Brasil (estats de Bahia i Santa Catarina). Es tracta d'un animal arborícola. Els seus hàbitats naturals són el cerrado i la caatinga, on viu a les ribes dels rius. Està amenaçat per l'expansió dels camps de conreu i les zones urbanes.